# Audio Video Standard
L'Audio Video Standard, o AVS, è un codec di compressione video e audio digitale che concorre con l'H.264/AAC per sostituire il MPEG-2. Il 90% dei brevetti dell'AVS sono detenuti da aziende cinesi. I file audio e video hanno estensione .avs oppure .asm come formati contenitori.

## Caratteristiche
Lo sviluppo dell'AVS è stato avviato dal governo della Repubblica Popolare Cinese. Il successo commerciale del formato non ha solo ridotto i pagamenti delle licenze da parte della Cina verso aziende straniere, ma ha anche aumentato il prestigio dell'industria elettronica cinese nei confronti delle più forti industrie del mondo sviluppato, dove la Cina è vista ancora come un'industria manifatturiera con scarsa capacità di progettazione.
Nel gennaio 2005 il gruppo che si occupava dello sviluppo dell'AVS ha presentato il progetto completo all'Information Industry Department (IID). Il 30 marzo 2005 l'IID ha approvato la parte video del progetto, che è diventato così standard ufficiale.
I codec audio/video dominanti, MPEG e VCEG, vedono di buon occhio una loro larga diffusione nei dispositivi digitali, come i lettori DVD. Questo perché il loro uso costringe i produttori cinesi a pagare le licenze ad aziende quasi tutte straniere che possiedono i brevetti di questi standard. Ad esempio, nel 2006 i costi delle licenze variavano tra i 2,50 ed i 4 $ e costituivano anche il 10 % del costo di un lettore DVD.
Secondo i media statali, uno dei pregi più importanti dell'AVS è il fatto che permette di ridurre la dipendenza dall'estero in ciò che riguarda la tecnologia dei media digitali. Proposto come standard nazionale nel 2004, l'AVS ha un costo di licenza di 1 CN¥ (circa 0,10 $ e 0,11 €) per lettore. Il 30 aprile 2005 l'AVS divenne standard nazionale.
Si pensava che l'AVS sarebbe stato approvato come successore HD dell'Enhanced Versatile Disc e quando il CBHD fu disponibile, fu venduto con dischi da 30 GB nel formato AVS, i quali guadagnarono rapidamente quote di mercato (dopo 4 mesi avevano il 30% del mercato dei dischi video).
Delle varianti open source dell'AVS possono essere trovate nel progetto OpenAVS e nella libreria libavcodec. Quest'ultima è integrata in alcuni lettori audio/video gratuiti come MPlayer, VLC e xine. xAVS è un programma open source che codifica e decodifica il formato AVS.
L'estensione di un file contenente audio e video AVS è .avs, mentre in presenza di un formato audio differente (ad esempio MP3) si usa un file contenitore con estensione .asm.